# Franck Queudrue
Franck Queudrue est un footballeur français né le 27 août 1978 à Paris 14e. Il évolue au poste de défenseur.

## Biographie
Franck Queudrue commence sa carrière professionnelle au RC Lens. Issu de l'équipe réserve, il signe son premier contrat professionnel durant l'été 1999 et intègre l'équipe première en cours de saison. Il portera le maillot sang et or jusqu'en 2001, avant de partir en prêt à Middlesbrough en Premier League, qui lèvera l'option d'achat. C'est avec ce club que Franck Queudrue obtiendra ses seuls trophées : la Coupe de la Ligue d'Angleterre en 2004, et sera titulaire lors de la finale de la Coupe UEFA 2006 mais ne pourra empêcher la défaite 4-0 de son club contre le FC Séville. 
Le 7 avril 2001, 30e journée de la saison 2000-2001, lors d'un match SC Bastia-RC Lens au stade de Furiani (victoire des Sang et Or 1-3), il est l'auteur d'un but contre-son-camp devenu célèbre ; voulant dégager le ballon, il effectue un tir lobé de 35 mètres qui bat son propre gardien, Guillaume Warmuz,.
Il jouera ensuite successivement pour Fulham et Birmingham City, et ainsi qu'en Football League one pour Colchester United. En 2010, contrairement aux informations véhiculées dans les médias, il ne signe pas au Panionios Athènes pour raisons familiales. 
En septembre 2010, il contacte le RC Lens pour s'entraîner au sein du club afin de rester en forme. Le 6 septembre 2010, il s'entraîne avec l'effectif pro lensois. Le 27 septembre 2010, il s'engage avec le Racing Club de Lens pour une durée d'un an. Pour son retour sous ses nouvelles couleurs, il rentre en jeu à la 90e minute de jeu du match contre Montpellier, mais sort sur civière une minute plus tard à cause d'une entaille à la cuisse. Victime de blessures à répétition,,,,,,,,, il ne participera qu'à 9 matchs lors de la saison 2010-2011. Le 12 juillet 2011, il prolonge son contrat jusqu'au 30 juin 2012. Le 7 novembre 2011, lors de la 14e journée du championnat de France de L2, il inscrit son 1er but de la saison contre le CS Sedan (Victoire lensoise 4-2). Le 20 décembre 2011, lors de la 18e journée de L2 et la réception de Châteauroux, il marque son 2e but de la saison, mais ne pourra pas empêcher la défaite de son équipe 3 buts à 2.
Le 21 juin 2012, en fin de contrat il quitte le RC Lens. En septembre 2013, il prend une licence de joueur amateur à l'ES Angres.
Il obtient en juin 2014 son brevet d'entraîneur de football.
En 2022, le magazine So Foot le classe dans le top 1000 des meilleurs joueurs du championnat de France, à la 623e place.

## Palmarès
- Coupe de la Ligue d'Angleterre (1) :
  - Vainqueur : 2004

- Coupe UEFA :
  - Finaliste : 2006

## Statistiques
| Saison             | Club                              | Pays       | Championnat    | Championnat | Championnat | Championnat  | Championnat  | Coupe d'Europe | Coupe d'Europe | Coupe d'Europe |
| Saison             | Club                              | Pays       | Division       | Matchs      | Buts        | Cartons      | Cartons      | Type           | Matchs         | Buts           |
| ------------------ | --------------------------------- | ---------- | -------------- | ----------- | ----------- | ------------ | ------------ | -------------- | -------------- | -------------- |
| Saison             | Club                              | Pays       | Division       | Matchs      | Buts        | Carton jaune | Carton rouge | Type           | Matchs         | Buts           |
| 1997 - 1998        | RC Lens                           | France     | Réserve - CFA  | 5           | -           | ?            | ?            | -              | -              | -              |
| 1998 - 1999        | RC Lens                           | France     | Réserve - CFA  | 25          | 4           | ?            | ?            | -              | -              | -              |
| 1999 - 2000        | RC Lens                           | France     | Division 1     | 16          | 1           | 4            | 0            | C3             | 6              | -              |
| 2000 - 2001        | RC Lens                           | France     | Division 1     | 24          | 1           | 5            | 1            | -              | -              | -              |
| 2001 - 2001 (oct.) | RC Lens                           | France     | Division 1     | 2           | -           | -            | -            | -              | -              | -              |
| 2001 (oct.) - 2002 | Middlesbrough (Prêté par RC Lens) | Angleterre | Premier League | 27          | 2           | 8            | 1            | -              | -              | -              |
| 2002 - 2003        | Middlesbrough                     | Angleterre | Premier League | 31          | 1           | 5            | 3            | -              | -              | -              |
| 2003 - 2004        | Middlesbrough                     | Angleterre | Premier League | 31          | -           | 7            | 0            | -              | -              | -              |
| 2004 - 2005        | Middlesbrough                     | Angleterre | Premier League | 31          | 5           | 7            | 2            | C3             | 9              | -              |
| 2005 - 2006        | Middlesbrough                     | Angleterre | Premier League | 29          | 3           | 7            | 0            | C3             | 14             | -              |
| 2006 - 2007        | Fulham                            | Angleterre | Premier League | 29          | 1           | ?            | ?            | ?              | ?              | ?              |
| 2007 - 2008        | Birmingham City                   | Angleterre | Premier League | 16          | 0           | ?            | ?            | ?              | ?              | ?              |
| 2008 - 2009        | Birmingham City                   | Angleterre | Championship   | 25          | 3           | ?            | ?            | ?              | ?              | ?              |
| 2009 - mars 2010   | Birmingham City                   | Angleterre | Premier League | 6           | 0           | ?            | ?            | ?              | ?              | ?              |
| mars 2010 - 2010   | Prêt Colchester United FC         | Angleterre | League One     | ?           | ?           | ?            | ?            | ?              | ?              | ?              |
| 2010 - 2011        | RC Lens                           | France     | Ligue 1        | 9           | 0           | 1            | 0            | -              | -              | -              |
| 2011 - 2012        | RC Lens                           | France     | Ligue 2        | 23          | 2           | 0            | 0            | -              | -              | -              |
| 2012 - 2013        | Red Star                          | France     | National       | 25          | 2           | -            | -            | -              | -              | -              |